# Thai Post
Le Thai Post (ไทย โพสต์) est un quotidien thaïlandais. Son propriétaire est Elite Newspaper Co.. Son tirage est de 100 000-150 000 exemplaires. Son siège social se trouve dans le district de Khlong Toei, à Bangkok.

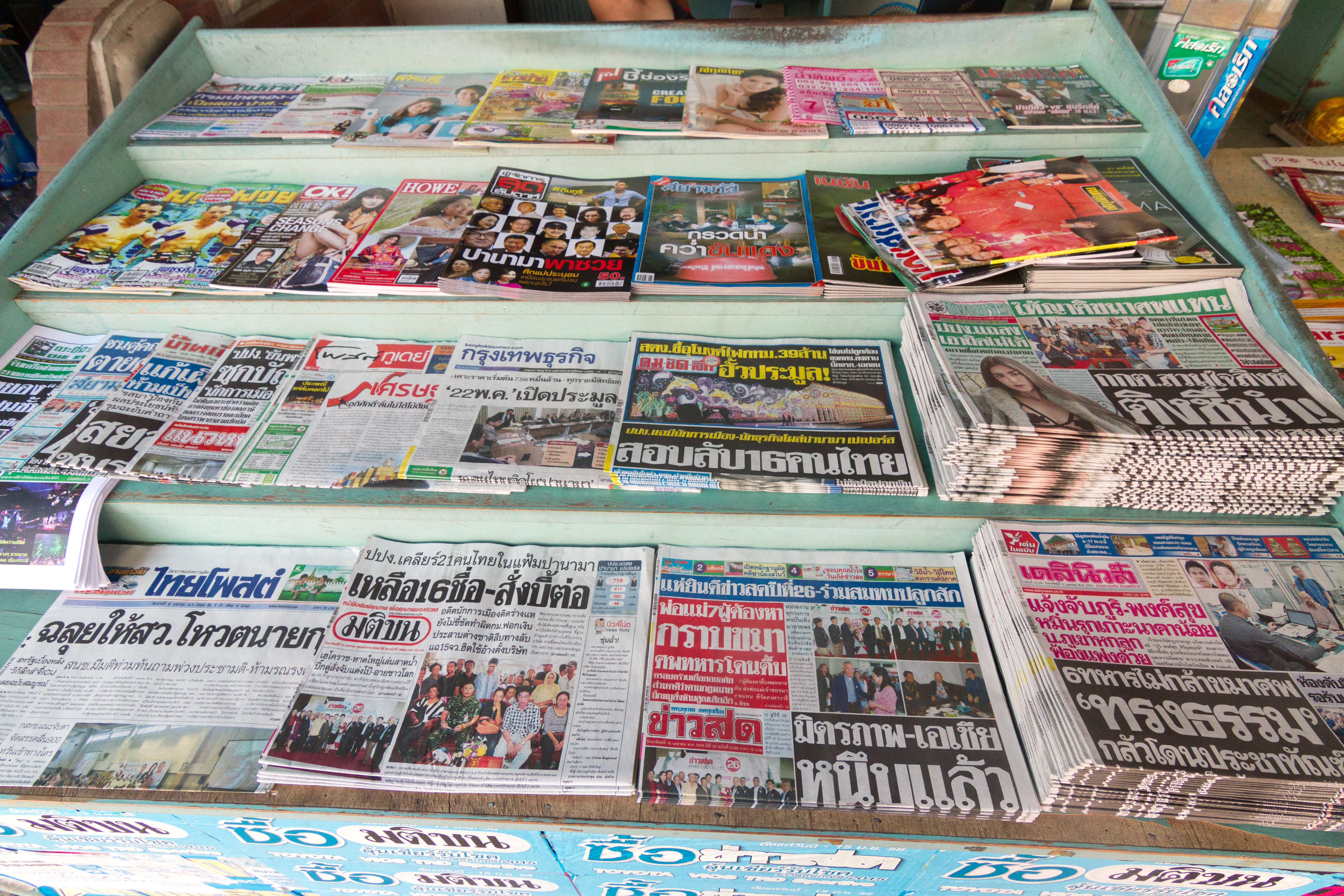
Stand de journaux. Au premier plan, de gauche à droite : Thai Post, Matichon, Khao Sot et Daily News. Au deuxième plan, Post Today et Krungthep Turakij (au centre) et Thai Rath (à droite)

Son prix est de 10 bahts.